# Ближние Прудищи
Бли́жние Пруди́щи — деревня в Ленинском городском округе Московской области России.

## Расположение
Деревня Ближние Прудищи находится у 27 километра МКАД примерно в 4 км к северу от центра города Видное. Рядом с деревней расположена развязка МКАД и автодороги М4 «Дон». В деревне есть пруд.

## История
В XIX веке деревня Прудищи входила в состав Сухановской волости Подольского уезда. 
До 2006 года деревня входила в Горкинский сельский округ Ленинского района, а с 2006 до 2019 года в рамках организации местного самоуправления включалась в муниципальное образование — сельское поселение Совхоз им. Ленина Ленинского муниципального района.
С 2019 года входит в Ленинский городской округ.

## Население
| 2002 | 2006 | 2010 |
| ---- | ---- | ---- |
| 41   | →41  | ↗52  |

В 1899 году в деревне проживало 255 человек.
Согласно Всероссийской переписи, в 2002 году в деревне проживал 41 человек (20 мужчин и 21 женщина). По данным на 2005 год в деревне проживал 41 человек.